# Melolobium wilmsii
Melolobium wilmsii är en ärtväxtart som beskrevs av Hermann August Theodor Harms. Melolobium wilmsii ingår i släktet Melolobium och familjen ärtväxter. Inga underarter finns listade i Catalogue of Life.